# Carlos Sampaio (Nova Iguaçu)
Carlos Sampaio é um bairro do município brasileiro de Nova Iguaçu do estado do Rio de Janeiro. O bairro possui 5935 habitantes e faz divisa com os bairros de Vila Guimarães, Tinguazinho, Austin, Adrianópolis, e com o município de Queimados.
O bairro fica localizado na divisa entre Queimados e Nova Iguaçu e da Linha Cargueira da MRS Logística.